# Autotrofia
L'autotrofia è la condizione  di un organismo in grado di sintetizzare le proprie molecole organiche a partire da sostanze inorganiche e utilizzando energia non derivante da sostanze organiche assimilate. La parola, di origine greca, è formata dai termini αὐτός (stesso) e τροφή (nutrimento).
La condizione opposta è quella di eterotrofia.
Sono autotrofe, ad esempio, tutte le piante che, attraverso il processo di fotosintesi clorofilliana, riescono a sintetizzare composti organici a partire da sostanze inorganiche: anidride carbonica e acqua grazie all'energia elettromagnetica della radiazione solare. Sono autotrofe anche le alghe, sia eucariote sia procariote (cianobatteri), e molti batteri.
La stragrande maggioranza degli organismi autotrofi sono fotoautotrofi in quanto sfruttano reazioni di fotosintesi, ossia reazioni che utilizzano la luce del sole e il biossido di carbonio (anidride carbonica) per produrre sostanze organiche. I  chemioautotrofi  sfruttano invece energia chimica liberata da processi inorganici. Nello studio degli ecosistemi gli autotrofi vengono detti produttori.
In sostanza tutta l'energia che alimenta gli esseri viventi non è altro che l'energia proveniente dal Sole che gli organismi autotrofi fissano sotto forma di energia chimica nei glucidi. Gli eterotrofi (animali, altri batteri, protisti diversi dalle alghe, funghi) sfruttano poi questa energia chimica cibandosi direttamente degli autotrofi o attraverso catene alimentari più complesse.
Esistono anche alcuni autotrofi particolari detti autotrofi facoltativi; essi infatti attuano la fotosintesi clorofilliana, ma in mancanza di luce sufficiente possono diventare occasionalmente eterotrofi, utilizzando quindi sostanze organiche. Un esempio di questi è l'euglena, un protista del tipo delle alghe.
Le reazioni di fotosintesi (tranne quella batterica) liberano ossigeno come sottoprodotto. Si ritiene che l'atmosfera primordiale non contenesse, o quasi, ossigeno libero, elemento fondamentale per l'estrazione efficiente di energia dalle sostanze organiche attraverso la reazione di respirazione.